# Bronaugh
Bronaugh – miasto w Stanach Zjednoczonych, w stanie Missouri, w hrabstwie Vernon.